# Múmias de Guanajuato

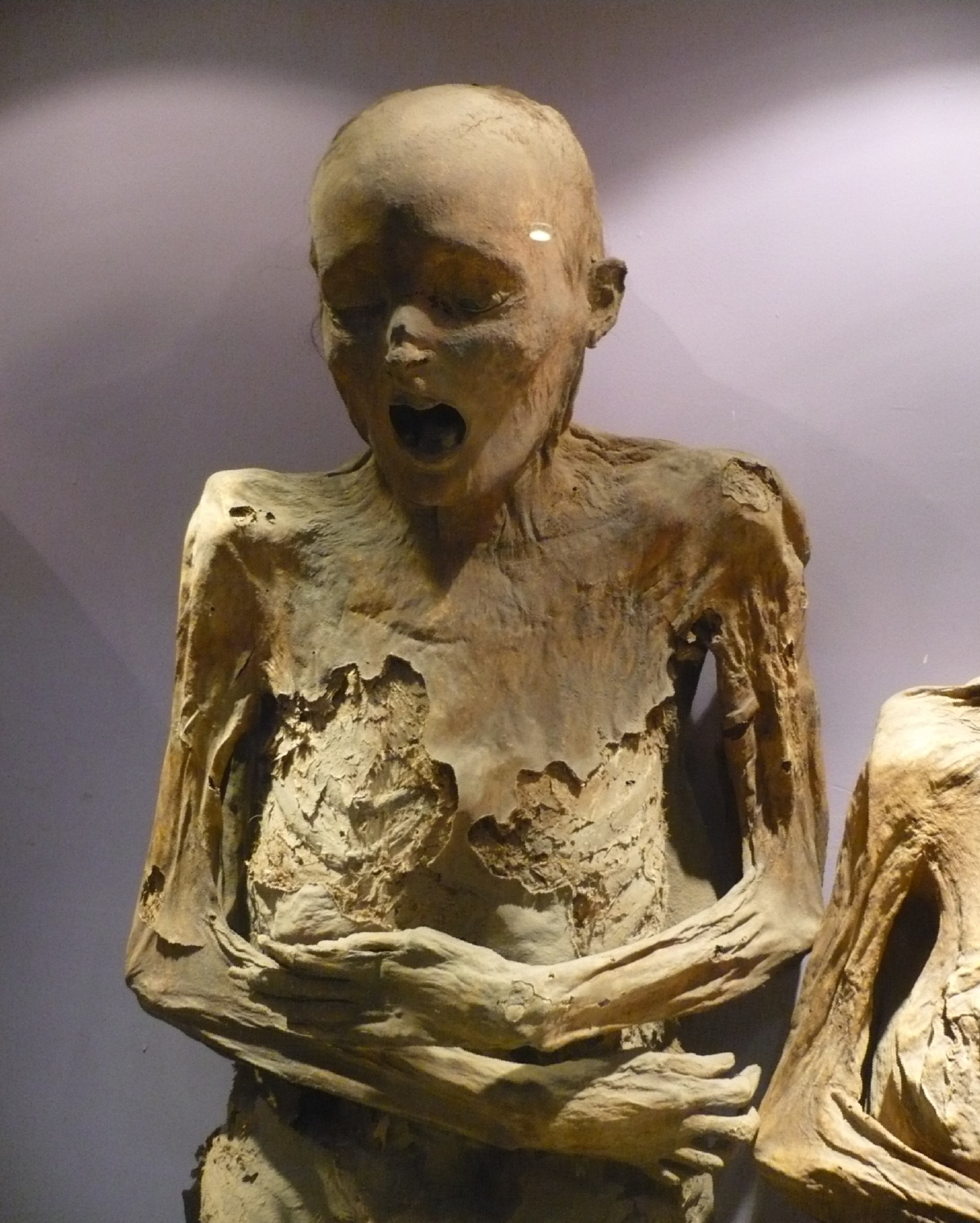
Uma das múmias em exposição

Múmias de Guanajuato é uma coleção de corpos naturalmente mumificados, sepultados durante a epidemia de cólera na região de Guanajuato, México, em 1833. As múmias foram encontradas em um cemitério de Guanajuato, responsáveis por tornar a cidade uma das maiores atrações turísticas do México. Todas as múmias foram desenterradas de suas sepulturas entre 1865 e 1958, quando uma lei exigiu que os parentes pagassem uma taxa para manter os corpos no cemitério. Caso os parentes não pudessem pagar a taxa, perderiam o direito de utilização do local sepulcral, sendo os mortos desenterrados. Noventa por cento dos corpos do cemitério foram desenterrados, porque seus parentes não pagaram a taxa. 2% destes estavam naturalmente mumificados. Os corpos mumificados foram guardados em um depósito e desde o início do século XX as múmias começaram a atrair turistas. Os funcionários do cemitério começaram a cobrar das pessoas alguns pesos para entrarem no depósito, onde ossos e múmias estavam armazenados. O local tornou-se um museu denominado El Museo De Las Momias, o Museu das Múmias. Uma lei proibindo o desenterramento de outras múmias foi aprovada em 1958, mas ao museu foi permitido expor as múmias até então desenterradas.

## Consequências da epidemia

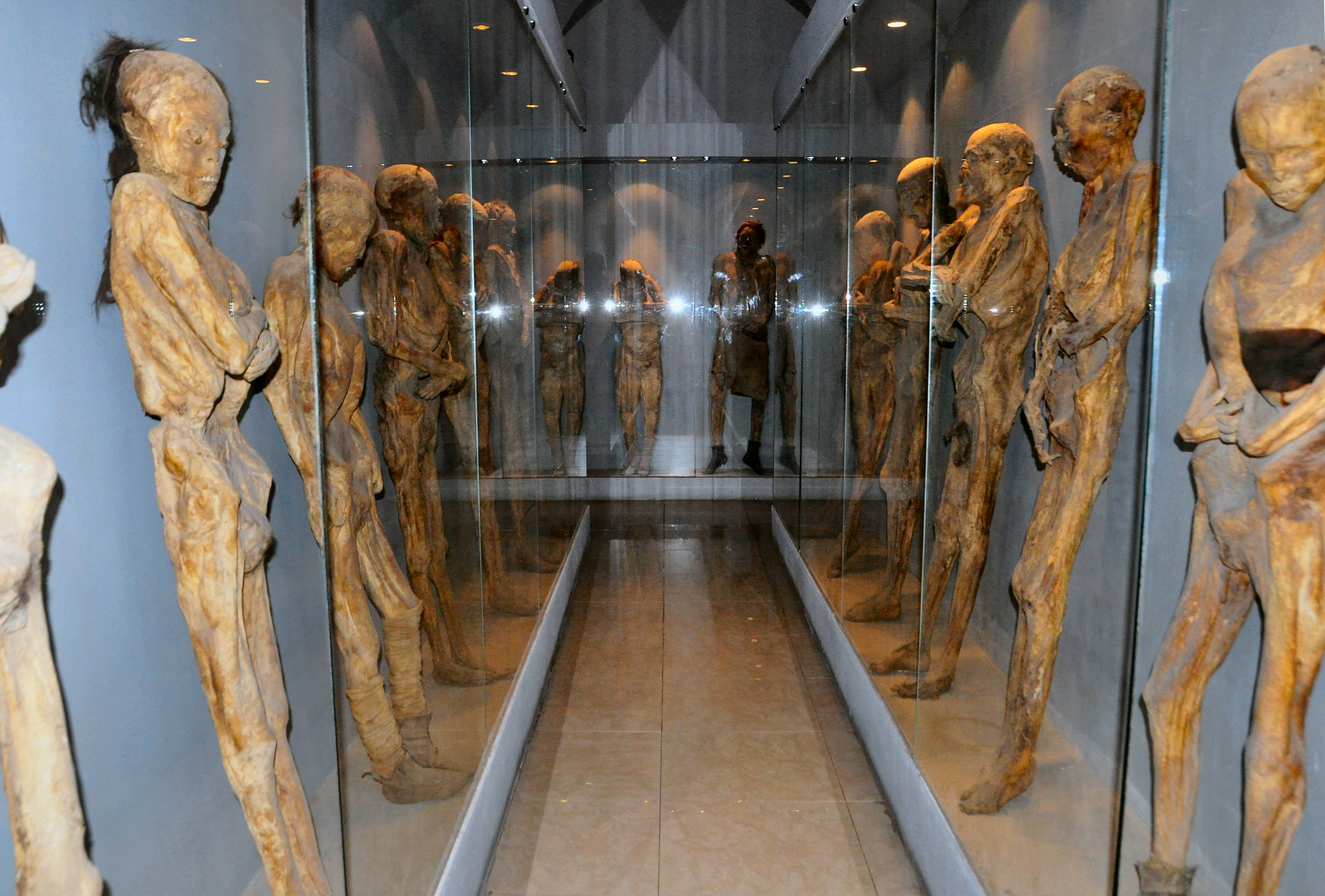
Diversas múmias do museu

## Outras múmias
Outras localidades no México onde o processo de mumificação ocorreu naturalmente incluem:
- Encarnación de Díaz
- Jalisco